# Henri Koch (violoniste)
Pour les articles homonymes, voir Koch.
François-Henri Koch, né à Liège le 10 juillet 1903 et décédé à Liège le 2 juin 1969 , est un violoniste belge.

## Parcours musical
Son père, un industriel, le confie à Jean Quitin (1881-1952), violon-solo du Théâtre royal de Liège afin qu’il puisse se présenter au concours d’admission dans une classe du Conservatoire royal de Liège. En 1914, il est admis dans la classe de Marcel Lejeune (1895-1978), alors répétiteur du professeur Oscar Dossin (1857-1949).
Les premiers prix sont rapidement conquis : solfège en 1917, violon en 1918, musique de chambre en 1920, histoire de la musique en 1921 et harmonie en 1922.
En 1923, Henri Koch obtient la médaille de vermeil de violon. Il travaille également à l’orchestre du Théâtre royal. Il en deviendra le premier violon-solo de 1925 à 1938. Son service militaire au 1er Régiment des Guides, à Bruxelles, se passe en majeure partie à la Symphonie, que dirige le chef de musique Arthur Prévost (1888-1967).
Parallèlement, après 1919, Koch tient la partie de second violon dans le Quatuor à cordes de Marcel Lejeune. Henri Koch part pour Paris en 1923. Il y travaille avec Maurice Hayot (1862-1945).
Il décroche un engagement à la "Radiola", station émettrice privée de radio. Il est ensuite engagé à plusieurs reprises comme concertiste par des postes parisiens plus importants.
C’est à ce moment que commence sa véritable carrière de virtuose, ponctuée par l’attribution du Prix Kreisler en 1928. En 1924, il fait partie du Quatuor de Liège avec Jean Rogister, Joseph Beck et Lydia Rogister-Schor. Durant 15 ans ce quatuor se produit en Europe et aux États-Unis. En 1928 Koch dirige une classe de violon à l’académie de Liège, puis de 1932 à 1967 il est professeur au Conservatoire royal de Liège.
De 1939 à 1944, Henri Koch est professeur à la Chapelle musicale Reine Élisabeth à Bruxelles et premier violon du Quatuor de la Reine. Premier violon-solo des concerts du Conservatoire de Liège depuis 1934, de l'Orchestre philharmonique de Liège (1947 à 1969), des Solistes de Liège (orchestre de chambre fondé en 1957), Henri Koch connaît une carrière riche en succès.

## Famille
Le 8 août 1929, il épouse Emma Antoine, la petite-fille de l’industriel Adolphe Eymael. Ils auront deux fils : Henri-Emmanuel Koch (4 juin 1930), également violoniste, et Louis (1er avril 1934).
Henri Emmanuel Koch de son nom de scène Emmanuel Koch, 1930-2005, fit une brillante carrière en Belgique comme à l'étranger. Il succéda à son père comme professeur de violon au Conservatoire Royal de Liège. 
Son petit-fils Philippe Koch est le premier Konzertmeister de l'Orchestre philharmonique du Luxembourg et professeur de violon au Conservatoire royal de Liège. La fille de ce dernier, Laurence Koch (née en 1985) poursuit également une carrière internationale de violoniste, son frère Jean-Philippe Koch est pianiste.

## Reconnaissance
En lui élevant un buste par son ami le Vicomte Jacques de Biolley en septembre 1972, sur le boulevard Piercot, tout près de ceux d’Eugène Ysaÿe, de César Thomson, d'Ovide Musin et d'Hector Clokers, et en donnant son nom à une rue de Liège en 1976, sa ville natale a honoré un grand représentant de l’école liégeoise de violon. Depuis quelques années, les disques de Henri Koch sont recherchés par des collectionneurs, notamment au Japon où un éditeur reproduit sur CD des enregistrements historiques des années trente du Quatuor Municipal de Liège.

## Autres
Il est inhumé au cimetière de Sainte-Walburge (Liège)